# Нови Михаљевци
Нови Михаљевци су насељено место у саставу града Пожеге, у Славонији, Република Хрватска.

## Становништво
На попису становништва 2011. године, Нови Михаљевци су имали 291 становника.

## Попис1991.
На попису становништва 1991. године, насељено место Нови Михаљевци је имало 341 становника, следећег националног састава:
| Попис 1991.‍  | Попис 1991.‍  | Попис 1991.‍ | Попис 1991.‍ | Попис 1991.‍ |
| ------------ | ------------ | ----------- | ----------- | ----------- |
|              |              |             |             |             |
| Хрвати       | Хрвати       |             | 283         | 82,99%      |
| Срби         | Срби         |             | 46          | 13,48%      |
| неопредељени | неопредељени |             | 8           | 2,34%       |
| непознато    | непознато    |             | 4           | 1,17%       |
| укупно: 341  |              |             |             |             |